# Хилдрет, Ричард
Ричард Хилдрет (англ. Richard Hildreth; 28 июня 1807, Дирфилд, Массачусетс — 11 июля 1865, Флоренция) — американский писатель, историк и журналист, сторонник Федералистской партии и отмены рабства.
Родился в семье учителя математики, затем ставшего протестантским пастором. В 1826 году окончил Гарвардский колледж, затем изучал право в Ньюберипорте и в 1830 году смог открыть собственную адвокатскую практику в Бостоне. В 1832 году стал одним из основателей и редакторов газеты «Boston Atlas». Будучи ревностным противником рабства, в 1834 году написал аболиционистский роман «Archy-Moore», в котором отвергал идею «непротивления злу». Этот роман был опубликован анонимно в 1836 году, в 1852 году в Англии был издан в переработанном виде (с добавлением второй части) под заглавием «The white slave»; эта книга была переведена на многие языки, в том числе на шведский (1853) и русский (1862).
В 1837 году опубликовал серию статей, осуждающих аннексию Техаса США, а также работу об американских банках «Banks, Banking, and Paper Currencies». В 1840 году в связи с ухудшением здоровья прекратил заниматься редакторской деятельностью и на три года уехал в Британскую Гвиану, где сотрудничал в нескольких еженедельных газетах Джорджтауна; тогда же (1840 год) было написано его получившее известность сочинение «Despotism in America» (2-е издание — Бостон, 1854), обличавшее рабство с разных точек зрения. С 1857 по 1860 год работал в New-York Tribune, где вновь писал аболиционистские статьи, однако в 1860 году из-за очередного ухудшения здоровья уволился и прекратил заниматься писательской деятельностью. В 1861 году получил должность американского консула в Триесте; в 1865 году вышел в отставку и переехал во Флоренцию, где скончался спустя несколько месяцев. Похоронен на Английском кладбище в этом же городе.
Главный труд Хилдрета — многотомная работа «History of the United States of America» (Нью-Йорк, 1880), охватывающая ранний период американской истории (от открытия Америки Колумбом до 1821 года). Первые три тома, посвящённые периоду 1492—1789 годов, вышли в 1849 году, ещё два в 1851 году, шестой и последний — в 1852 году. Эта работа получила высокую оценку современников благодаря кропотливой работе автора с первоисточниками, однако критиковалась за написание с позиций федералистов. Другие известные его сочинения: «The history of banks» (1837); военная биография Уильяма Гаррисона (1839); «Japan as it was and is» (1855; одна из первых работ о Японии в Америке); философские работы «Theory of morals» (1844), «Theory of politics» (1853) и «Atrocious judges as tools of tyrants» (1856; представляет собой компиляцию из двух предыдущих работ), в которых высказал собственные идеи утилитаризма.